# 印纹陶文化
印纹陶文化是指新石器时代晚期，出现在中国东南沿海的海南、江西、广东、浙江、安徽、江苏、福建以及台湾等地的以印纹陶为特征的古代陶文化。它的延续时间也很长，一直到商周时期的遗址还有发现，而且流传到北方中原地区。

## 印纹陶
印纹陶是一种胎质比较细腻、坚硬，烧制温度要求较高，器表刻有几何形图案的陶器。

## 遗址
茅湾里窑址——位于浙江萧山，为古代百越部落遗址，省级重点文物保护单位。该窑址存有大量陶瓷碎片及烧坏变形的完整陶器，表纹饰有米字纹、方格纹等。